# Tractat de Dancing Rabbit Creek
El tractat de Dancing Rabbit Creek va ser un tractat internacional signat el 27 de setembre de 1830 (i proclamat el 24 de febrer de 1831) entre els choctaws (una nació d'amerindis dels Estats Units) i el govern dels Estats Units. Aquest va ser el primer tractat de trasllat dut a terme en virtut de la Llei de Deportació Índia. El tractat va cedir uns 11milions d'acres (45.000km² de la Nació Choctaw (ara Mississipi) a canvi d'uns 15milions d'acres (61.000km²) a Territori Indi (ara l'estat d'Oklahoma). Els principals negociadors choctaws foren el cap Greenwood LeFlore, Musholatubbee, i Nittucachee; els negociadors estatunidencs foren el coronel John Coffee i el Secretari de Guerra John Eaton.
El lloc de la signatura d'aquest tractat està a la cantonada sud-oest del comtat de Noxubee (Mississipi); el lloc era conegut en llengua choctaw com a Chukfi Ahihla Bogue ("rierol del conill que balla", en anglès Dancing Rabbit Creek). El tractat de Dancing Rabbit Creek fou l'últim tractat de cessió de terra més gran signat pels choctaw. Fou ratificat pel Congrés dels Estats Units en 1831 i va permetre als choctaw que van decidir romandre a Mississipi convertir-se en el primer grup ètnic no europeu important en obtenir el reconeixement com a ciutadans nord-americans.

## Context
El 25 d'agost de 1830 els choctaws se suposava que havia de reunir-se amb Andrew Jackson a Franklin (Tennessee), però Greenwood Leflore va informar al Secretari de Guerra, John H. Eaton, que els caps eren fermament oposats a assistir-hi. El president era molest però, com el periodista Len Green va escriure en 1978, "Encara que enutjat per la negativa choctaw a trobar-se a Tennessee, Jackson sentia les paraules de Leflore que podria tenir un peu a la porta i va enviar el secretari de Guerra Eaton i John Coffee per reunir-se amb els Choctaw en la seva nació." Jackson nomenà Eaton i el general John Coffee com a comissionats per representar-lo en la trobada amb els choctaws on els "conills s'apleguen per ballar."

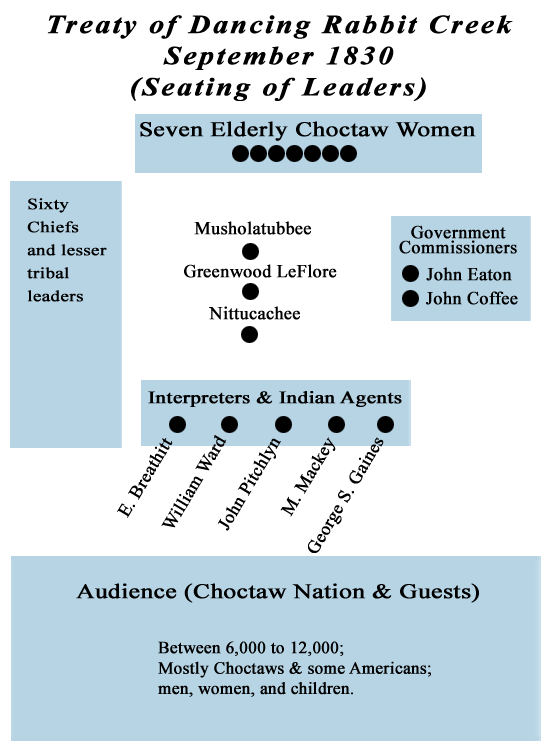
Les àrees aproximades on eren asseguts els líders la Nació Choctaw i dels Estats Units.

Els comissionats es trobaren amb caps i líders el 15 de setembre de 1830 a Dancing Rabbit Creek. En un ambient gairebé de carnaval, els funcionaris estatunidencs explicaren la política de deportació a través d'intèrprets a una audiència de 6,000 homes, dones i nens. Els choctaws s'enfrontaven a l'emigració a l'oest del riu Mississipi o sotmetre's a les lleis de l'estat i dels Estats Units com a ciutadans. El tractat suposaria cedir el territori tradicional que restava als Estats Units; no obstant això, una disposició en el tractat va fer la mudança fos més acceptable.
El Tractat de Dancing Rabbit Creek va ser una de les majors transferències de terres mai signades entre el govern dels Estats Units i els amerindis en temps de pau. Els choctaws cediren la resta de la seva terra natal als Estats Units. L'article 14 permetia a alguns choctaws romandre a l'estat de Mississipi, si volien ser ciutadans: 
"ART. XIV. Cada cap de família choctaw desitjós de romandre i esdevenir ciutadà dels Estats, se l'autoritzarà a fer-ho, pel que significa la seva intenció a l'Agent dins dels sis mesos a partir de la ratificació d'aquest Tractat, i ell o ella tot seguit tindrà dret a una reserva d'una secció de sis-cents quaranta acres de terra, limitada per les línies seccionals d'enquesta; de la mateixa manera tenen dret a la meitat d'aquesta quantitat per a cada fill solter que visqui amb ell de més de deu anys; i a un quart de secció a aquest nen que sigui menor de 10anys, adjunta a la localització dels pares. Si resideixen en aquests terrenys amb la intenció d'esdevenir ciutadans dels Estats durant cinc anys després de la ratificació d'aquest tractat, en aquest cas tindran una subvenció en ple domini; dita reserva inclourà l'actual millora del cap de la família, o una part d'ella. Les persones que declarin en aquest article no perdran el privilegi d'un ciutadà choctdaw, però si alguna vegada es traslladen no tindran dret a cap part de l'anualitat choctaw."
Els choctaws eren la primera de les "cinc tribus civilitzades" que eren deportats del sud-est dels Estats Units, ja que els governs federal i estatal desitjaven terres índies per donar cabuda a una societat americana agrària creixent. En 1831, desenes de milers de choctaws van fer un viatge de 800quilòmetres cap aOklahoma i molts van morir-hi. Com els creek, cherokee, chickasaw i seminola que els seguiren, els choctaw intentaren ressuscitar llur tradicional estil de vida i govern en la nova pàtria.
Els choctaws en aquest moment crucial es van convertir en dos grups diferents: la Nació a Oklahoma i la tribu a Mississipi. La nació conservava la seva autonomia per regular-se a si mateixa, però la tribu que va romandre a Mississipi va haver de sotmetre's a les lleis estatals i estatunidenques. En virtut de l'article XIV, el 1830 els choctaws de Mississipi van esdevenir el primer grup ètnic no europeu important en obtenir la ciutadania estatunidenca. Els choctaws intentaren elegir un representant a la Cambra de Representants dels Estats Units.

## Termes
El preàmbul comença amb, 
| «                                        | Un tractat de perpètua amistat, cessió i límits, subscrit per John H. Eaton i John Coffee, per i en nom del Govern dels Estats Units, i els mingoes, caps, capitans i guerrers de la Nació Choctaw, iniciat i redactat a Dancing Rabbit Creek, el quinze de setembre, en l'any de 1830 ... | » |
| — -Tractat de Dancing Rabbit Creek, 1830 | |   |

Els termes del tractat van ser:
1. Pau i amistat perpètua. 

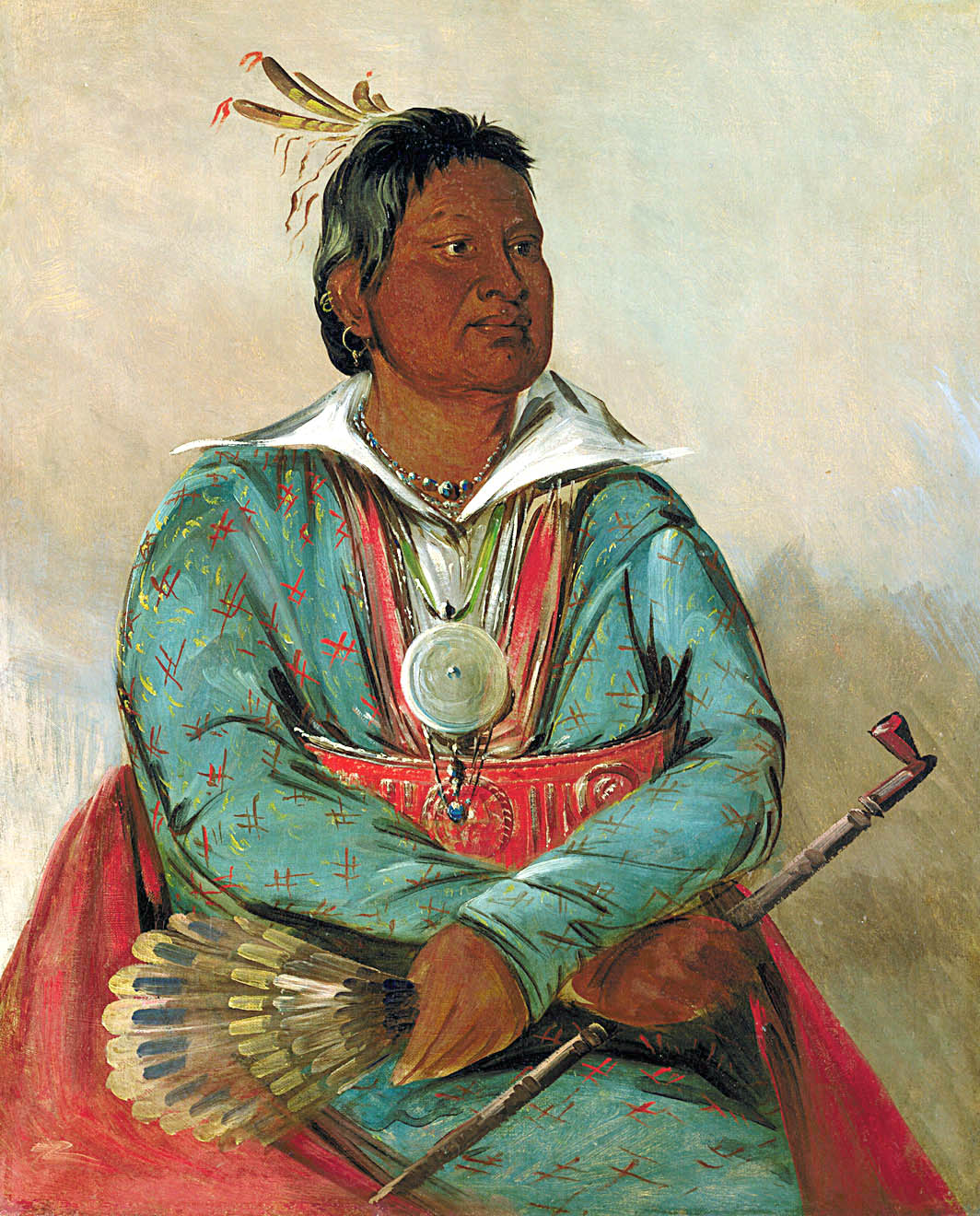
Mosholatubbee intentà ser elegit al Congrés dels Estats Units. 1834, Smithsonian American Art Museum.

2. Les terres (en el que és ara Oklahoma) a l'oest del riu Mississipi per ser entregades a la Nació Choctaw. 

3. Les terres a l'est del riu Mississipi per ser cedides i la retirada començarà el 1831 i acabarà el 1833 

4. Autonomia de la Nació Choctaw (a Oklahoma) i descendents assegurada per les lleis dels estats i territoris dels Estats Units per sempre.

5. Els Estats Units serviran com a protectorat de la Nació Choctaw. 

6. Els choctaw o partides de choctaws que participin en actes violents contra els ciutadans o propietats dels Estats Units seran lliurats a les autoritats estatunidenques. 

7. Els delictes contra els choctaws i els seus béns pels ciutadans dels Estats Units i altres tribus seran examinades i s'aplicaran tots els graus possibles de justícia. 

8. No donaran refugi a fugitius estatunidencs amb totes les despeses per capturar-los pagades pels Estats Units.

9. Persones ordenades per la Nació Choctaw. 

10. Els comerciants necessitaran un permís escrit.

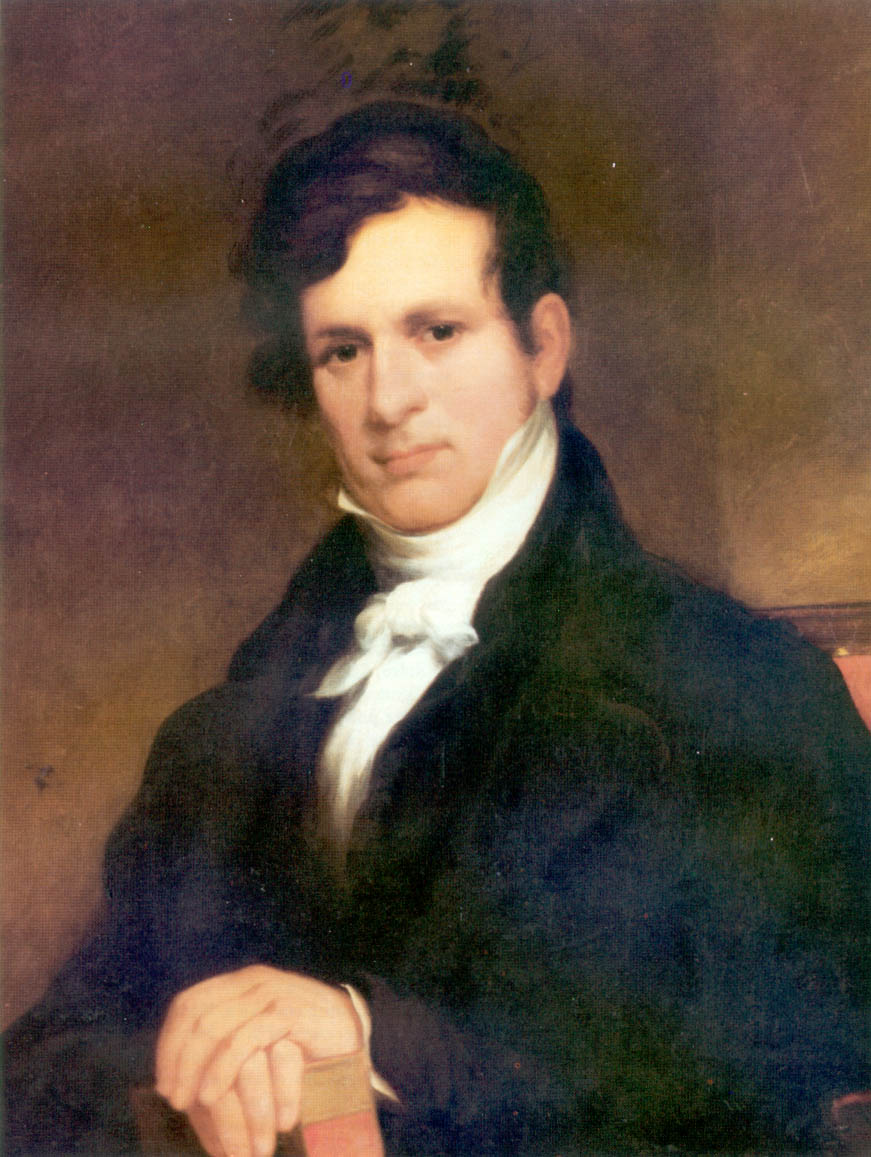
John Eaton era un amic íntim d'Andrew Jackson. Va ser Secretari de Guerra de l'administració Jackson. Pintat en 1873 per Robert Weir.

11. Els corrents navegables estaran lliures als choctaws, s'establiran oficines de correu dels EUA en la Nació Choctaw, llocs militars nord-americans i es crearan carreteres. 

12. Els intrusos seran expulsats de la Nació Choctaw. Els ciutadans nord-americans que robin propietata xhoctaw es retornaran i wla delinqüent castigats. Els infractor nord-americans de lleis choctaws seran sotmesos a un judici just i imparcial.

13. Cada quatre anys s'anomenarà un agent estatunidenc entre els choctaws. 

14. Els choctaws podran ser ciutadans estatunidencs i els entregaran fins a 640 acres (2,6km²) de terra (a Mississipi) amb terra addicional per als fills. 

15. Es concediran terres als caps del Choctaw (Greenwood LeFlore, Musholatubbee, i Nittucachee) amb anualitats concedides a cada un d'ells.

16. El transport en vagons i vaixells de vapor es proporcionarà sota costos dels Estats Units. Es proporcionarà prou menjar durant el trasllat i 12 mesos després d'arribar a les noves llars. Els reemborsaments seran proporcionats pel bestiar que queden en territori de Mississipi. 

17. Les anualitats als choctaws continuïn per altres tractats. Els pagaments addicionals després del trasllat.

18. El país Choctaw serà reconegut

19. Terres cedides a I. Garland, coronel Robert Cole, Tuppanahomer, John Pytchlynn, Charles Juzan, Johokebetubbe, Eaychahobia, i Ofehoma. 

20. Millores en la condició choctaw amb Educació. Proporcionar eines, armes, i acer. 

21. Els guerrers choctaw que anaren i lluitaren en l'exèrcit del general Wayne durant la Guerra d'independència dels Estats Units i la Guerra Índia del Nord-oest rebran una anualitat.

22. Delegat choctaw a la Cambra de Representants dels Estats Units.

### Secció no ratificada
El següent paràgraf del tractat no va ser ratificat:
"CONSIDERANT que l'Assemblea General de l'Estat de Mississippi ha estès les lleis d'aquest Estat a les persones i béns dins dels límits reconeguts d'aquest, i el president dels Estats Units ha dit que no pot protegir els choctaw de l'operació d'aquests lleis; doncs, ara que els choctaw poden viure sota les seves pròpies lleis en pau amb els Estats Units i l'Estat de Mississipi han decidit vendre les seves terres a l'est del Mississipi i en conseqüència han acordat els següents articles del tractat ".

## Signataris
Els principals signataris foren John Eaton, John Coffee, Greenwood Leflore, Musholatubbee i Nittucachee. Al tractat hi ha prop de 200 firmes més.

## Repercussions

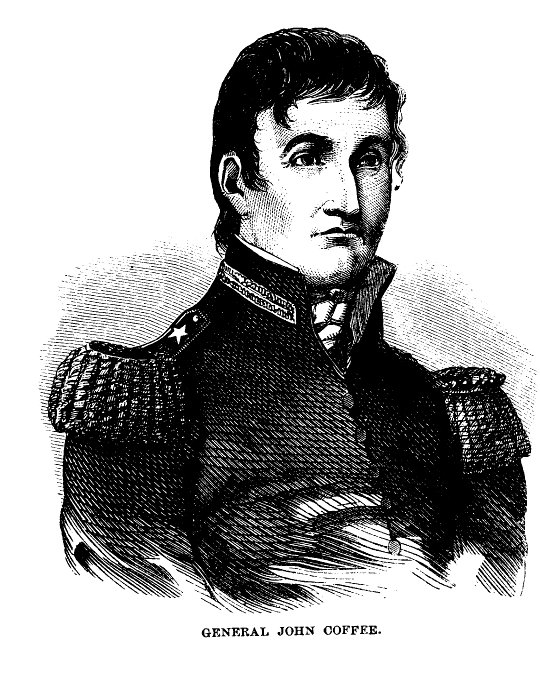
John R Coffee

Després de cedir gairebé 11.000.000 acres (45.000km²), els choctaws emigraren en tres etapes: la primera la tardor de 1831, la segona en 1832 i la tercera en 1833. El tractat de Dancing Rabbit Creek fou ratificat pel Senat dels Estats Units el 25 de febrer de 1831, i el president estava ansiós per fer-ne un model de trasllat. El cap George W. Harkins va escriure una carta al poble estatunidenc després del començament de la deportació.
| «                                                              | És amb considerable tristesa que intento dirigir-me al poble nord-americà, sabent i sentint amb seny la meva incompetència; i creient que les seves ments bo i millor privilegiades no s'entretenen en la direcció d'un choctaw. Però després d'haver decidit a emigrar a l'oest del riu Mississipi aquesta tardor, he cregut convenient fer una oferta de comiat per fer algunes observacions expressives dels meus punts de vista i els sentiments que m'accionen sobre el tema de la nostra marxa; ... Nosaltres, com a choctaws en comptes de triar a patir i ser lliures, de viure sota la influència degradant de les lleis, que la nostra veu no se senti en la seva formació; ... Per molt que l'estat de Mississipi ens ha fet mal, no puc trobar en el meu cor qualsevol altre sentiment que un desig ardent per la seva prosperitat i felicitat. | » |
| — -George W. Harkins, George W. Harkins to the American People | |   |

Al voltant de 15.000 choctaws deixaren la vella nació choctaw cap a Territori Indi, la major part de l'actual estat d'Oklahoma. El significat choctaw de la paraula Oklahoma és "poble roig".
Estimacions de finals del segle XX xifren entre 5.000-6.000 choctaws els que van romandre a Mississipi en 1831 després del primer trasllat.

Per als propers deu anys van ser objecte de creixents conflictes legals, assetjament i intimidació. Els choctaws descriuen la seva situació en 1849, 
 Hem vist les nostres morades enderrocades i cremades, les nostres tanques destruïdes, el bestiar ha marxat dels nostres camps i nosaltres mateixos hem estat assotats, lligats de mans, encadenats i personalment maltractats, fins que per aquest tractament alguns dels nostres millors homes han mort.
 Joseph B. Cobb, un colonitzador que es va traslladar a Mississipi des de Geòrgia, va descriure els choctaws com 
cap noblesa o virtut en absolut, i en alguns aspectes trobo els negres, especialment nadius africans, més interessants i admirables, superiors a l'home roig en tots els sentits. Els choctaw i chickasaw, les tribus que millor coneixia, eren menyspreables, és a dir, fins i tot pitjor que els esclaus negres.
 Els trasllats van continuar fins ben entrat el segle xx. El 1903 tres-cents choctaws de Mississipi van ser persuadits de traslladar-se a la Nació a Oklahoma. El Choctaw no van obtenir un delegat a la Cambra de Representants. El líder choctaw Greenwood Leflore es va quedar a Mississipi, on va ser elegit membre de la Cambra de Representants de Mississipi i del Senat de Mississipi.
La Nació Choctaw va continuar prosperant fins que Oklahoma fou reconeguda com a estat. El seu govern va ser desmantellat sota la Llei de Curtis, juntament amb els de les altres nacions ameríndies a l'antic Territori Indi, amb la finalitat de permetre l'admissió d'Oklahoma com a estat. Les seves terres comunals van ser dividides i assignades en parcel·les sota la Llei de Dawes per tal d'augmentar l'assimilació com a agricultors d'estil americà. Els Estats Units van declarar la terra comunal que quedava després de l'assignació com a excedent i la van vendre als colons americans. Al segle xx els choctaws es reorganitzaren i van ser reconeguts pel govern com la Nació Choctaw.
Els descendents dels choctaws que es van quedar a Mississipi es van reorganitzar com a Banda Mississipi d'indis choctaw en 1945 i van obtenir el reconeixement federal.